# 峰ヶ原信号場
峰ヶ原信号場（みねがはらしんごうじょう）は、神奈川県鎌倉市七里ガ浜の江ノ島電鉄線七里ヶ浜駅 - 鎌倉高校前駅間に設置されている信号場である。信号場であるため、旅客扱いは行わない。行き違いの為の施設と、異常時に信号を操作する継電器室のみが設置されている。交換列車の有無に係わらず全列車とも一旦停止し、車掌からの出発合図を以て出発する。管理は江ノ島駅が担当している。

## 概要
二線の構造を持つ列車交換のための信号場で、同線の列車増発に際して単線路線であるため行き違い箇所を増やす目的で昭和28年（1953年）に新設された。開設と同時に、隣にあった日坂駅が鎌倉高校前駅と改称している。現在では早朝・深夜を除き、ここで必ず交換するダイヤを組んでいる。
なお、かつてこの付近には（旧）七里ヶ浜駅が置かれており、現在の七里ヶ浜駅は戦中に旧駅が廃駅となった後、1951年に行合駅を改称したものである。
かつての駅並び
日坂 - 谷沢 - 七里ヶ浜 - 峰ヶ原 - 行合（当初は田辺）
現在の駅並び
鎌倉高校前−峰ヶ原信号場−七里ヶ浜

## 歴史
- 1953年（昭和28年）8月20日：開設。

## 隣の駅
江ノ島電鉄
 江ノ島電鉄線
鎌倉高校前駅 (EN08) - 峰ヶ原信号場 - 七里ヶ浜駅 (EN09)